# Tom Hautekiet
Tom Hautekiet, né le 17 janvier 1970 à Anvers (Belgique) et mort le 30 avril 2020, est un graphiste et illustrateur belge.

## Biographie
Avec son studio KIET, il a conçu des identités visuelles, des affiches pour des expositions et des festivals, des emballages, des livres et des graphiques de télévision.
Il a travaillé pour, entre autres, Rock Werchter, le MAS (Museum aan de Stroom) et la VRT (Vlaamse Radio en Televisieomroeporganisatie). Il a reçu le prix Plantin Moretus pour ses illustrations pour le livre pour enfants Het ongelooflijke verhaal van Marie (Joris Vanden Brande, 2007) en 2008.
Il est mort dans son sommeil le 30 avril 2020, à l'âge de 50 ans.  

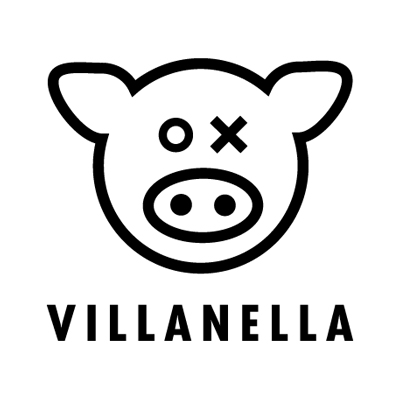
Logo pour le centre d'art Villanella.

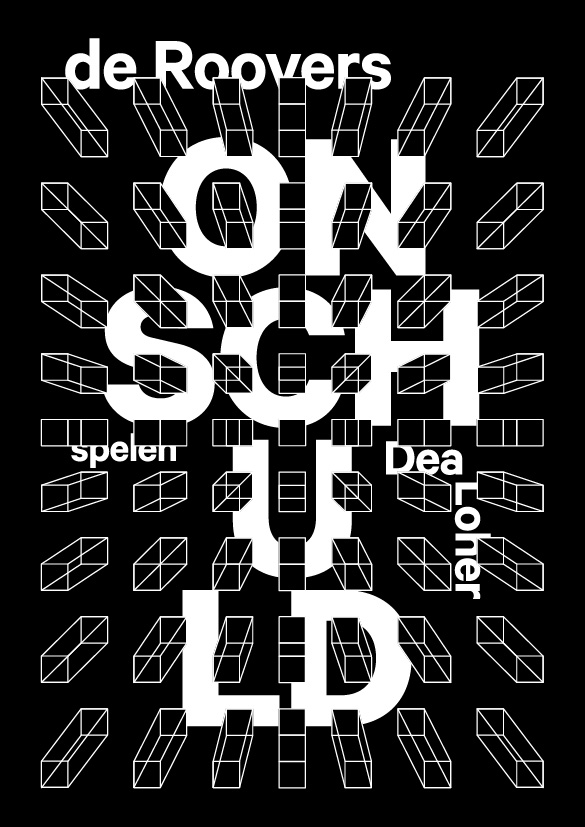
Affiche pour Onschuld (Dea Loher) - troupe de théâtre, 2017.

## Travail
Depuis 1999, Tom Hautekiet a créé tous les visuels, y compris l'affiche de promotion, pour Rock Werchter. Il a continué à le faire depuis.
Il a conçu des graphismes pour différents chanteurs, dont Bart Peeters.
Tom Hautekiet a conçu toutes les illustrations du livre pour enfants Steek je vinger in de lucht de Jan De Smet et Arne Van Dongen, un livre avec une collection de comptines. Il a reçu le prix Plantin Moretus 2008 dans la catégorie livres pour enfants et adolescents pour les illustrations d'un autre livre pour enfants, Het ongelooflijke verhaal van Marie. Il a fait les dessins illustratifs pour le programme de télévision populaire Mag ik u kussen? (nl)  (2012). Pour le MAS (Museum aan de Stroom), Tom Hautekiet a conçu les médaillons de l'intérieur du bâtiment, en collaboration avec l'écrivain Tom Lanoye.
En 2010, la poste belge bpost, a publié des timbres artistiques conçus par Hautekiet. Il a travaillé à la création de ces timbres avec des stylistes réputés tels que Dirk Bikkembergs et Ann Demeulemeester.